# Mosquée Sidi Elyes
La mosquée Sidi Elyes (arabe : جامع سيدي إلياس) est l'une des mosquées les plus importantes et les plus anciennes de la médina de Sfax.

## Localisation
La mosquée se trouve dans le quartier de Houmet Al Hisar (littéralement « quartier de l'embargo » en arabe), connu aussi sous le nom de Haret Al Sonnaa (« quartier des ouvriers ») selon Mahmoud Megdiche, dans la partie sud-ouest de la médina. Elle est limitée au sud par la grande place de la kasbah, à l'ouest par la rue Borj El Ksar, au nord par la rue Amilcar et à l'est par la rue Sidi Abbès.
Le quartier où se trouve la mosquée est l'un des districts les plus importants de la médina étant donné qu'il est le plus proche de la kasbah, ce qui lui a donné un rôle économique important. D'ailleurs, la plupart des artisans de la médina y sont installés depuis des décennies.

## Histoire
L'histoire de ce monument n'est pas bien documentée. Selon une inscription qui se trouve au niveau de la façade sud de son minaret, il subit des travaux de restauration pendant le règne du sultan hafside Abou Amr Uthman (1485-1488), preuve de son existence au XVe siècle. La seule autre trace de son histoire se trouve dans le recensement des monuments religieux fait par les étudiants de l'École militaire du Bardo en 1857.
Durant le XXe siècle, la mosquée Sidi Elyes subit trois interventions de rénovation, en 1960, 1969 et 1985. Durant les travaux de 1969, des colonnes sont ramenées du palais Zied afin de renforcer la structure de la mosquée.
Selon la culture populaire, l'appellation Sidi Elyes vient du nom d'un commandant turc qui a été enterré à l'intérieur de la mosquée, mais il n'a y a aucune preuve archéologique de cette théorie.

## Architecture
La mosquée se compose d'une salle de prière, d'une chambre pour l'imam et d'un minaret à l'angle sud-est. Il est entouré de trois patios des côtés est, nord et sud.
L'entrée principale se trouve du côté oriental et s'ouvre sur la rue Sidi Abbès. Elle se distingue par son style ottoman typique. La porte mesure trois mètres de longueur sur 2,5 mètres de largeur. Elle donne accès au patio latéral oriental, qui s'étend sur toute la largeur de la mosquée (trente mètres).
Le minaret représente la partie la plus ancienne de l'édifice. Il a une forme carré avec trois mètres de chaque côté et environ quatorze mètres de hauteur. Il est constitué de deux parties : une base de 10,5 mètres et une partie hexagonale de 2,8 mètres surmontée par un dôme.